# Hundtjärnen (Alfta socken, Hälsingland)
Hundtjärnen är en sjö i Ovanåkers kommun i Hälsingland och ingår i Ljusnans huvudavrinningsområde.